# Parapholidoptera noxia
Parapholidoptera noxia är en insektsart som först beskrevs av Willy Adolf Theodor Ramme 1930.  Parapholidoptera noxia ingår i släktet Parapholidoptera och familjen vårtbitare. Inga underarter finns listade i Catalogue of Life.